# Error communis facit ius
La locuzione latina error communis facit ius, tradotta letteralmente, significa l'errore comune fa la legge.
La frase evidenzia la consuetudine di far diventare una regola gli errori che si commettono più spesso.